# إد يونغ (قس)
إد يونغ (بالإنجليزية: Edwin Barry Young)‏ هو قس أمريكي، ولد في 16 مارس 1961 في كانتون في الولايات المتحدة.